# مكتبة مورافيا
مكتبة مورافيا (لغة تشيكية|Moravská zemská knihovna) هي ثاني أكبر مكتبة في جمهورية التشيك. تقع المكتبة في مدينة برنو في جمهورية التشيك. تأسست المكتبة عام 1770 ثم تم نقلها إلى مبنى جديد في 2001. وتضم المكتبة أبحاث من شتى أنحاء العالم، كما أنها المكتبة المحلية لإقليم جنوب مورافيا تضم المكتبة أكثر من 4 ملايين كتاب ويرتادها أكثر من 20,000 شخص كل عام. تؤدي المكتبة دورًا هامًا في الحفاظ على التراث الثقافي كما أن بها برامج مختلفة تهدف إلى جعل مصادر المكتبة متاحة في صورة رقمية. تمتلك المكتبة مجموعة قيمة من الخرائط القديمة، وكتب من أوائل عصر الطباعة، والمخطوطات التي تعود للعصور الوسطى. 